# Laurence Olivier Award for Best Director of a Musical
Der Laurence Olivier Award for Best Director of a Musical (deutsch: Laurence Olivier Auszeichnung für den besten Regisseur eines Musicals) war ein britischer Theater- und Musicalpreis, der von 1991 bis 1995 vergeben wurde.

## Geschichte und Hintergrund
Die Laurence Olivier Awards werden seit 1976 jährlich in zahlreichen Kategorien von der Society of London Theatre vergeben. Sie gelten als höchste Auszeichnung im britischen Theater und sind vergleichbar mit den Tony Awards am amerikanischen Broadway. Ausgezeichnet werden herausragende Darsteller und Produktionen einer Theatersaison, die im Londoner West End zu sehen waren. Die Nominierten und Gewinner der Laurence Olivier Awards „werden jedes Jahr von einer or Gruppe angesehener Theaterfachleute, Theaterkoryphäen und Mitgliedern des Publikums ausgewählt, die wegen ihrer Leidenschaft für das Londoner Theater“ bekannt sind. Einer der Auszeichnungen war der Laurence Olivier Award for Best Director of a Play. Der Preis wurde erstmals 1991 vergeben, gemeinsam mit der Auszeichnung Laurence Olivier Award for Best Director of a Play. Beide Auszeichnungen erfolgten letztmals 1995, danach wurde wieder der Laurence Olivier Award for Best Director vergeben.

## Gewinner und Nominierte
Die Übersicht der Gewinner und Nominierten listet die nominierten Regisseure und Produktionen. Der Gewinner eines Jahres ist grau unterlegt und fett angezeigt.

## 1991–1995
| Jahr                           | Regisseur                                      | Produktion                     |
| 1991                           |                                                |                                |
| ------------------------------ | ---------------------------------------------- | ------------------------------ |
| 1991                           | Richard Jones                                  | Into the Woods                 |
| 1991                           | Charles Augins                                 | Five Guys Named Moe            |
| 1991                           | Ian Judge                                      | Show Boat                      |
| 1991                           | Steven Pimlott                                 | Sunday in the Park with George |
| 1992                           |                                                |                                |
| Simon Callow                   | Carmen Jones                                   |                                |
| Judi Dench                     | The Boys from Syracuse                         |                                |
| Ken Hill                       | The Phantom of the Opera                       |                                |
| Steven Pimlott                 | Joseph and the Amazing Technicolor Dreamcoat   |                                |
| 1993                           |                                                |                                |
| Nicholas Hytner                | Carousel                                       |                                |
| Sam Mendes                     | Assassins                                      |                                |
| Mike Ockrent                   | Crazy for You                                  |                                |
| Harold Prince                  | Kiss of the Spider Woman                       |                                |
| 1994                           |                                                |                                |
| Declan Donnellan               | Sweeney Todd: The Demon Barber of Fleet Street |                                |
| Michael Blakemore              | City of Angels                                 |                                |
| John Caird                     | The Beggar's Opera                             |                                |
| Sam Mendes                     | Cabaret                                        |                                |
| 1995                           |                                                |                                |
| Scott Ellis                    | She Loves Me                                   |                                |
| Sam Mendes                     | Oliver!                                        |                                |
| David Toguri und Gwenda Hughes | Once on This Island                            |                                |